# Albert Vanhoye
Albert Vanhoye, né le 24 juillet 1923 à Hazebrouck dans le Nord en France et mort le 29 juillet 2021 à Rome, est un prêtre jésuite français, exégète et professeur d'Écritures saintes à l'Institut biblique pontifical de Rome, dont il est le recteur de 1984 à 1990. Particulièrement connu pour ses études sur l'Épître aux Hébreux, le sacerdoce du Christ et la rhétorique sémitique, il est créé cardinal le 24 mars 2006 par Benoît XVI.

## Biographie

### Jeunesse et formation
À la fin de ses humanités , Albert Vanhoye entre dans la Compagnie de Jésus en 1941. Après une licence de lettres classiques, des études de philosophie scolastique à Vals-près-le-Puy, puis de théologie au scolasticat des jésuites français à Enghien en Belgique. Il est ordonné prêtre le 25 juillet 1954 à Enghien. Envoyé à Rome pour une licence en Écritures Saintes il y fait également un doctorat sur la composition de la lettre aux Hébreux.

### Enseignement et recherche
Albert Vanhoye enseigne d'abord au scolasticat jésuite de Chantilly, mais il est bientôt appelé à Rome où il enseigne et réside à l'Institut biblique pontifical de 1963 à 1998 - dont il est également le Recteur  de 1984 à 1990 - lorsqu'il est admis à l'éméritat.
Outre l'enseignement il dirigea 29 thèses de doctorat. Il se spécialise dans l'exégèse de la lettre aux Hébreux dont il est devenu un des plus grands spécialistes. Il fut également Doyen de la faculté biblique (1969-75) et directeur de la revue Biblica (1978-84). Depuis 1980 il dirige la collection de monographies bibliques Analecta Biblica. En 1995, il est président de la Studiorum Novi Testamenti Societas.

### Cardinal
Créé cardinal par Benoît XVI lors du consistoire du 24 mars 2006, il reçoit le titre de cardinal-diacre de Santa Maria della Mercede e Sant'Adriano a Villa Albani.
À sa demande, il est dispensé de l'ordination épiscopale. C'est pour honorer sa contribution à la pensée catholique moderne que le pape Benoît XVI l'a élevé au rang de cardinal.
Ayant 82 ans lors de sa création, il a déjà dépassé la limite d'âge pour pouvoir participer à un conclave. Ainsi sept ans plus tard, il ne prend pas part aux votes du conclave de 2013 qui voit l'élection du pape François.
Le lundi 20 juin 2016, au cours du consistoire ordinaire public convoqué par le pape François à l'occasion de l'annonce solennelle de prochaines canonisations, il est élevé à l'ordre des cardinaux-prêtres, et conserve son titre, qui est élevé pro hac vice comme paroisse.

### Mort
À la mort du cardinal Roger Etchegaray le 4 septembre 2019, il devient le membre le plus âgé du collège cardinalice, jusqu'à son décès le 29 juillet 2021 à l'âge de 98 ans. Jozef Tomko lui succède comme cardinal le plus âgé. 
Ses funérailles sont célébrées à la chaire de la Basilique Saint-Pierre de Rome le samedi 31 juillet 2021. Elles sont présidées par le cardinal Leonardo Sandri, vice-doyen du collège des cardinaux.